# Beata Kempa
Beata Agnieszka Kempaⓘ z domu Płonka (ur. 11 lutego 1966 w Sycowie) – polska polityk.
Posłanka na Sejm V, VI, VII i VIII kadencji (2005–2019), w latach 2006–2007 sekretarz stanu w Ministerstwie Sprawiedliwości, w latach 2015–2019 minister-członek Rady Ministrów w rządach Beaty Szydło oraz Mateusza Morawieckiego, w latach 2015–2017 szef Kancelarii Prezesa Rady Ministrów, deputowana do Parlamentu Europejskiego IX kadencji (2019–2024), doradczyni prezydentów RP Andrzeja Dudy (2024–2025) oraz Karola Nawrockiego (od 2025).

## Życiorys
Córka Walentego Płonki, członka PZPR, w okresie PRL dyrektora Sycowskich Zakładów Przemysłu Terenowego, oddziału Ligi Obrony Kraju oraz kierownika Wojewódzkiej Spółdzielni Transportu Wiejskiego, i Wielisławy. W 1990 ukończyła studia dzienne z zakresu administracji na Wydziale Prawa i Administracji Uniwersytetu Wrocławskiego, a w 2005 studia podyplomowe z pedagogiki prawa, readaptacji, mediacji i negocjacji na Uniwersytecie Opolskim. W latach 1998–2005 była radną rady miasta i gminy Syców. Przez kilkanaście lat pracowała jako kurator zawodowy dla dorosłych. W 2002 bezskutecznie ubiegała się o stanowisko burmistrza Sycowa, w 2004 o mandat posła do Parlamentu Europejskiego, otrzymując 5685 głosów.
W 2005 z listy Prawa i Sprawiedliwości została wybrana na posła V kadencji w okręgu wrocławskim. Od 22 maja 2006 do 15 listopada 2007 była sekretarzem stanu w Ministerstwie Sprawiedliwości.
W wyborach parlamentarnych w 2007 po raz drugi uzyskała mandat poselski, otrzymując 10 228 głosów. W wyborach do Parlamentu Europejskiego w 2009 bezskutecznie ubiegała się o mandat europosła, uzyskując 53 027 głosów.
6 listopada 2009 została wybrana na członka sejmowej komisji śledczej ds. zbadania nielegalnych nacisków na kształt ustawy o grach i zakładach wzajemnych. 4 grudnia 2009 komisja wyłączyła ją w głosowaniu ze swojego składu, a 8 stycznia 2010 Sejm w wyniku głosowania zdecydował o ponownym włączeniu jej w prace komisji. W 2011 decyzją komitetu politycznego PiS została powołana na stanowisko pełnomocnika okręgowego tej partii w Kielcach.
W wyborach do Sejmu w 2011 z powodzeniem ubiegała się o reelekcję, startując jako lider listy w okręgu kieleckim, dostała 70 127 głosów. W Sejmie VII kadencji przystąpiła do klubu parlamentarnego Solidarna Polska, deklarując zamiar pozostania w PiS. Była również kandydatką tego klubu na funkcję wicemarszałka Sejmu, przegrała jednak w ponownym głosowaniu z Wandą Nowicką z klubu Ruchu Palikota. 18 listopada 2011 została wykluczona z Prawa i Sprawiedliwości (uchwała weszła w życie wraz z końcem posiedzenia Sejmu – 1 grudnia 2011). Objęła funkcję wiceprzewodniczącej klubu Solidarna Polska, a na kongresie założycielskim partii o tej nazwie w marcu 2012 została jej wiceprezesem (na kongresach ugrupowania z grudnia 2013 i grudnia 2017 ponownie była wybierana na tę funkcję). W wyborach do Parlamentu Europejskiego w 2014 otwierała listę tej partii w okręgu dolnośląsko-opolskim, otrzymując 20 004 głosy (ugrupowanie nie zdobyło jednak mandatów). W lipcu 2014 została wiceprzewodniczącą nowo powołanego klubu parlamentarnego Sprawiedliwa Polska, od marca 2015 działającego pod nazwą Zjednoczona Prawica.
W wyborach w 2015 z powodzeniem ubiegała się o poselską reelekcję z listy PiS, powracając do okręgu wrocławskiego i otrzymując w nim 29 877 głosów. 16 listopada tego samego roku powołana na stanowisko ministra bez teki w rządzie Beaty Szydło. Objęła także funkcję szefa Kancelarii Prezesa Rady Ministrów.
W grudniu 2015 zyskała rozgłos medialny po skierowaniu pisma do prezesa Trybunału Konstytucyjnego Andrzeja Rzeplińskiego, w którym poinformowała go o wstrzymaniu publikacji w Dzienniku Ustaw wyroku z 3 grudnia 2015 w sprawie K 34/15 dotyczącego zgodności z Konstytucją Rzeczypospolitej Polskiej niektórych przepisów ustawy z 25 czerwca 2015 o Trybunale Konstytucyjnym. Był to pierwszy taki przypadek od rozpoczęcia działalności orzeczniczej przez Trybunał Konstytucyjny w 1986. Śledztwo w sprawie przekroczenia uprawnień w związku z zaniechaniem publikacji wyroku wszczął prokurator Prokuratury Okręgowej w Warszawie. Zostało ono umorzone w styczniu 2016 wobec braku znamion przestępstwa (w uzasadnianiu wskazano, że działania szefa KPRM nie miały wpływu na publikację wyroku, gdyż to znajdowało się w zakresie kompetencji premiera).
11 grudnia 2017 objęła stanowisko ministra bez teki w nowo utworzonym rządzie Mateusza Morawieckiego, ponownie została też szefem Kancelarii Prezesa Rady Ministrów. 18 grudnia 2017 odwołana z tej funkcji. Pozostała ministrem-członkiem Rady Ministrów odpowiedzialnym za sprawy dotyczące pomocy humanitarnej. W wyborach do Parlamentu Europejskiego w 2019, startując z listy Prawa i Sprawiedliwości (jako kandydatka Solidarnej Polski, w 2023 przemianowanej na Suwerenną Polskę) w okręgu dolnośląsko-opolskim, otrzymała 209 305 głosów i uzyskała mandat europosłanki IX kadencji. W związku z wyborem do Europarlamentu 3 czerwca 2019 zakończyła pełnienie funkcji ministra.
9 listopada 2023 Parlament Europejski uchylił jej immunitet w związku z procesem wytoczonym przez Rafała Gawła (z Ośrodka Monitorowania Zachowań Rasistowskich i Ksenofobicznych), zarzucającego jej przestępstwa rasistowskie na terenie Polski w związku z kampanią wyborczą Prawa i Sprawiedliwości przed wyborami samorządowymi w 2018.
W 2024 bezskutecznie kandydowała w kolejnych wyborach europejskich. We wrześniu tego samego roku została powołana na doradcę etatowego prezydenta RP Andrzeja Dudy. W październiku 2024, po przyłączeniu się Suwerennej Polski do PiS, weszła w skład Komitetu Politycznego Prawa i Sprawiedliwości, w którym zasiadała przez kilka miesięcy. W sierpniu 2025 zakończyła pełnienie funkcji doradcy prezydenta RP. Jeszcze w tym samym miesiącu powróciła na to stanowisko, dołączając do administracji nowego prezydenta RP Karola Nawrockiego.

## Odznaczenia
- Krzyż Oficerski Orderu Odrodzenia Polski (2025)[29]

## Wyniki w wyborach ogólnopolskich
| Wybory | Komitet wyborczy                  | Komitet wyborczy                  | Organ                              | Okręg            | Wynik          |
| ------ | --------------------------------- | --------------------------------- | ---------------------------------- | ---------------- | -------------- |
| 2004   |                                   | Prawo i Sprawiedliwość            | Parlament Europejski VI kadencji   | nr 12            | 5685 (0,96%)   |
| 2005   | Sejm V kadencji                   | Prawo i Sprawiedliwość            | nr 3                               | 5378 (1,39%)     |                |
| 2007   | Sejm VI kadencji                  | Prawo i Sprawiedliwość            | nr 3                               | 10 228 (1,84%)   |                |
| 2009   | Parlament Europejski VII kadencji | Prawo i Sprawiedliwość            | nr 12                              | 53 027 (7,48%)   |                |
| 2011   | Sejm VII kadencji                 | Prawo i Sprawiedliwość            | nr 33                              | 70 127 (16,20%)  |                |
| 2014   |                                   | Solidarna Polska Zbigniewa Ziobro | Parlament Europejski VIII kadencji | nr 12            | 20 004 (3,02%) |
| 2015   |                                   | Prawo i Sprawiedliwość            | Sejm VIII kadencji                 | nr 3             | 29 877 (5,71%) |
| 2019   | Parlament Europejski IX kadencji  | Prawo i Sprawiedliwość            | nr 12                              | 209 305 (15,99%) |                |
| 2024   | Parlament Europejski X kadencji   | Prawo i Sprawiedliwość            | nr 12                              | 86 395 (7,54%)   |                |

## Życie prywatne
Jest zamężna z Waldemarem, ma córkę Ninę i syna Cezarego.